# Lomas del Mirador
Lomas del Mirador är en ort i Argentina.   Den ligger i provinsen Buenos Aires, i den centrala delen av landet, i huvudstaden Buenos Aires. Lomas del Mirador ligger 30 meter över havet och antalet invånare är 52 371.
Terrängen runt Lomas del Mirador är mycket platt. Runt Lomas del Mirador är det mycket tätbefolkat, med 6 959 invånare per kvadratkilometer.. Närmaste större samhälle är Buenos Aires, 15,2 km öster om Lomas del Mirador.
Runt Lomas del Mirador är det i huvudsak tätbebyggt.